# جیل کینتنر
جیل کینتنر (انگلیسی: Jill Kintner؛ زادهٔ ۲۴ اکتبر ۱۹۸۱) دوچرخه‌سوار اهل ایالات متحده آمریکا است.
وی در مسابقات کشوری و بین‌المللی در مجموع برندهٔ ۱ مدال برنز شده‌است.